# Jere Hård
Jere Hård (* 7. Dezember 1978 in Jyväskylä, Finnland) ist ein finnischer Schwimmer.
Jere Hård wurde bei den Schwimmeuropameisterschaften 2000 in Helsinki, 2002 in Berlin und bei den Kurzbahneuropameisterschaften 2002 in Riesa jeweils Europameister in der Disziplin 50 m Schmetterling. Er hatte auch den Europarekord über 50 m Schmetterling inne.

## Rekorde
| Rekorde            | Rekorde | Rekorde      | Rekorde                       | Rekorde | Rekorde |
| ------------------ | ------- | ------------ | ----------------------------- | ------- | ------- |
| 50 m Schmetterling | 23,50 s | Europarekord | 30. Juli 2002 – 19. März 2008 | Berlin  |         |